# Macross Flashback 2012
Macross Flashback 2012 (超時空要塞マクロス Flash Back 2012?) è un OAV di trenta minuti pubblicato nel 1987, che consiste di una serie di video musicali interpretati dal personaggio di Lynn Minmay (doppiata da Mari Iijima), e realizzati utilizzando animazioni tratte dalla serie televisiva Macross e dal lungometraggio Macross - Il film, alternate a nuove animazioni create appositamente. Le nuove animazioni, raffiguranti principalmente un concerto di Minmay erano state inizialmente realizzate per il finale di Macross - Il film. Fra le nuove sequenze realizzate viene mostrato anche ciò che è accaduto dopo il termine della serie televisiva. Si scopre quindi che Misa Hayase e Hikaru Ichijyo si sono sposati, mentre Minmay ha lasciato la Terra.

## Colonna sonora
Di seguito viene riportato l'elenco dei brani musicali interpretati da Minmay.
1. Angel's Paints (Part 1)
2. Sunset Beach
3. 0-G Love
4. Shao Pai Lo[o]n (小白竜)
5. Silver Moon, Red Moon
6. Love Passes Away Part 2
7. Cinderella
8. Do You Remember, Love?
9. Angel's Paints (Part 2)
10. Runner (end credits)